# Perdita viridicollis
Perdita viridicollis är en biart som beskrevs av Timberlake 1971. Perdita viridicollis ingår i släktet Perdita och familjen grävbin. Inga underarter finns listade i Catalogue of Life.